# علی صبری
علی صبری (عربی: علي صبري؛ ۳۱ اوت ۱۹۲۰ – ۳ اوت ۱۹۹۱) یک سیاست‌مدار ترک‌تبارِ اهل مصر بود.
وی از جمله افسرانِ صف دومِ انقلاب ۱۹۵۲ میلادی و عضو خیزش افسران آزاد بود و مابین ۱۹۵۶ تا ۱۹۵۷ میلادی ریاست اداره کل جاسوسی مصر را برعهده داشت. صبری از سپتامبر ۱۹۶۲ تا اکتبر ۱۹۶۵ نخست‌وزیر مصر شد.
با مرگ جمال عبدالناصر در ۱۹۷۰ میلادی، پس‌از انور سادات، صبری به عنوان گزینهٔ بعدی جانشینی ناصر مطرح شد. سادات و صبری، هر دو در حین مراسم تشییع جنازه ناصر دچار حمله قلبی شدند اما زنده ماندند.
صبری که در دولت انور سادات معاون رئیس‌جمهور بود به عنوان دولت‌مرد شماره ۲ در آن هنگام قلمداد می‌شد. با این حال مدت کوتاهی پس از اصلاحات بنیادین سادات و در نتیجهٔ آن، به زندان افتاد.
وی که به طبقه ممتاز تعلق داشت اغلب برای پس‌زمینه طبقاتی‌اش مورد انتقاد قرار می‌گرفت.
صبری در ۳ اوت ۱۹۹۱ در سن ۷۰ سالگی به علت سکته قلبی در قاهره درگذشت.